# Milovan
Milovan (in cirillico: Милован) è un nome proprio di persona serbo maschile.

## Origine e diffusione
È tratto dal verbo serbo миловати (milovati), che vuol dire "accarezzare". Da questo nome deriva il cognome Milovanović.

## Persone

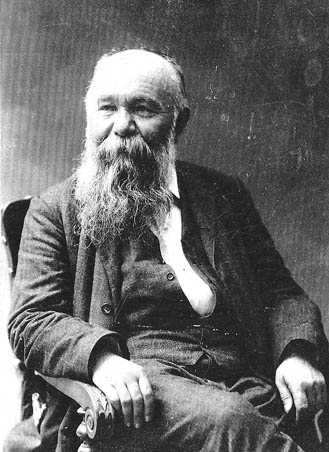
Milovan Glišić

- Milovan Ćirić, calciatore e allenatore di calcio jugoslavo
- Milovan Đilas, politico, antifascista, partigiano e militare jugoslavo
- Milovan Gavazzi, etnologo croato
- Milovan Glišić, scrittore e drammaturgo serbo
- Milovan Milovanović, politico e diplomatico serbo
- Milovan Petrović, calciatore macedone
- Milovan Raković, cestista serbo